# Obrácená pyramida
Obrácená pyramida (francouzsky Pyramide inversée) je prosklená pyramida, která slouží k osvětlení podzemního obchodního centra Carrousel du Louvre pro návštěvníky muzea Louvre v Paříži. Pyramida váží 180 tun, její základna měří 16 metrů a výška činí 7 metrů. Autorem stavby dokončené roku 1989 je architekt Ieoh Ming Pei z New Yorku. Je zmenšenou kopií větší pyramidy na hlavním nádvoří Paláce Louvre. Obrácená pyramida naopak není zvenčí vůbec vidět. Její základna se nachází na náměstí Place du Carrousel uprostřed kruhového objezdu, kde je nepřístupná a obklopená živým plotem.

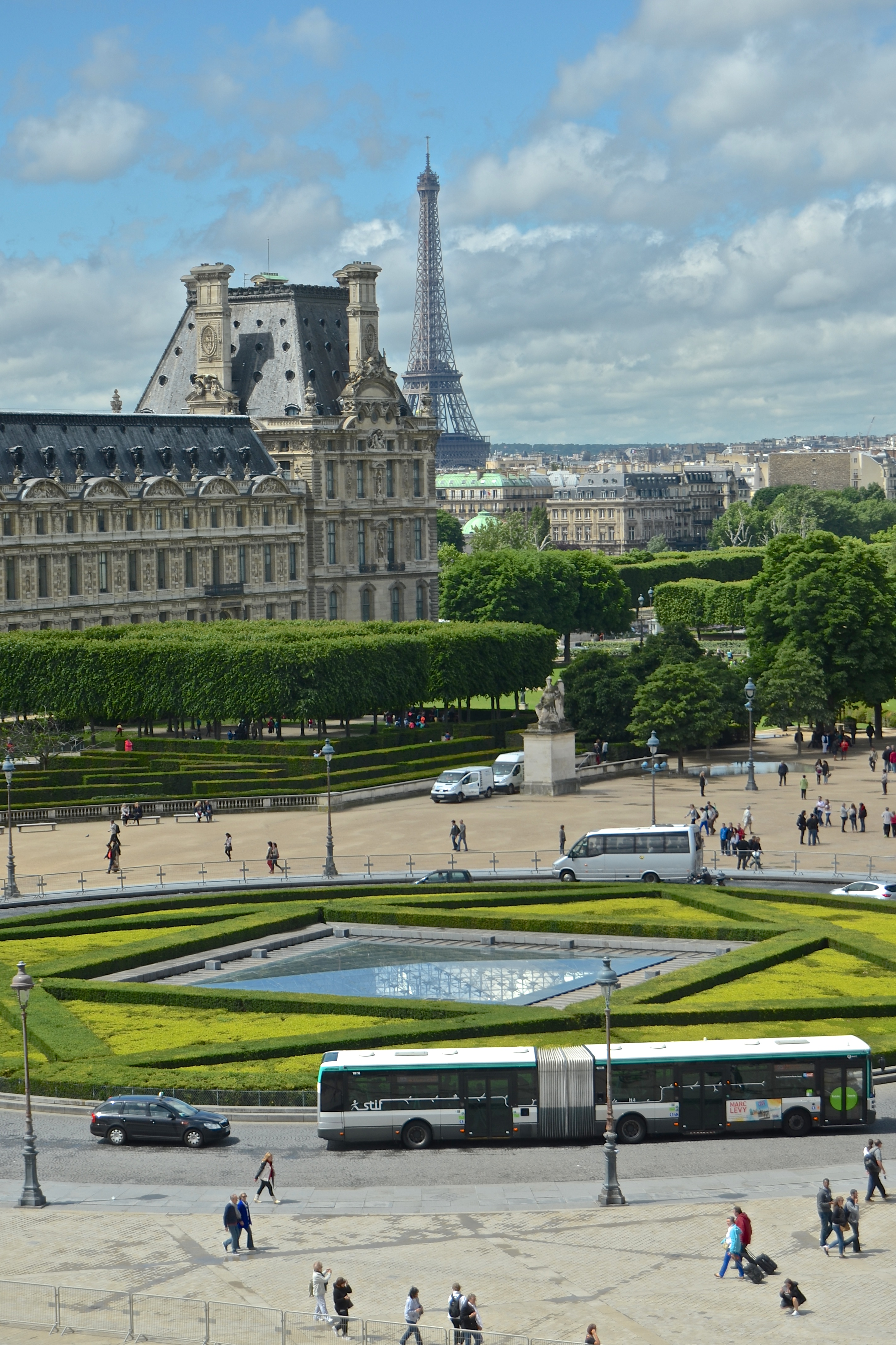
Základna pyramidy na Place du Carrousel